# كاداتن شافهاوزن
كاداتن شافهاوزن هو نادي كرة يد في سويسرا. يلعب في الدوري السويسري لكرة اليد. تبلغ سعة ملعبه 3500 متفرجا. يلعب مبارياته في بي بي سي أرينا.